# Calvaire de l'église de Guénin
Le calvaire de l'église de Guénin est située au bourg de Guénin dans le Morbihan.

## Historique
Le calvaire était érigé dans l'ancien cimetière de la commune.
Le croisillon du calvaire a probablement été sculpté au XVIIe siècle.
Le calvaire fait l’objet d’une inscription au titre des monuments historiques depuis le 24 avril 1925.

## Architecture
Le calvaire a été édifié en granite et en pierre de taille. 
Les personnages reposent sur des consoles sculptées et sont surmontés d'un entablement à frise. 
Le soubassement reprend la forme d'un autel galbé.
Des tympans arrondis protègent des tabernacle à ailes. 
Parmi les sculptures la Vierge à l'Enfant, saint Pierre et saint Jean sont remarquables.